# حساس رصد النقطة العمياء

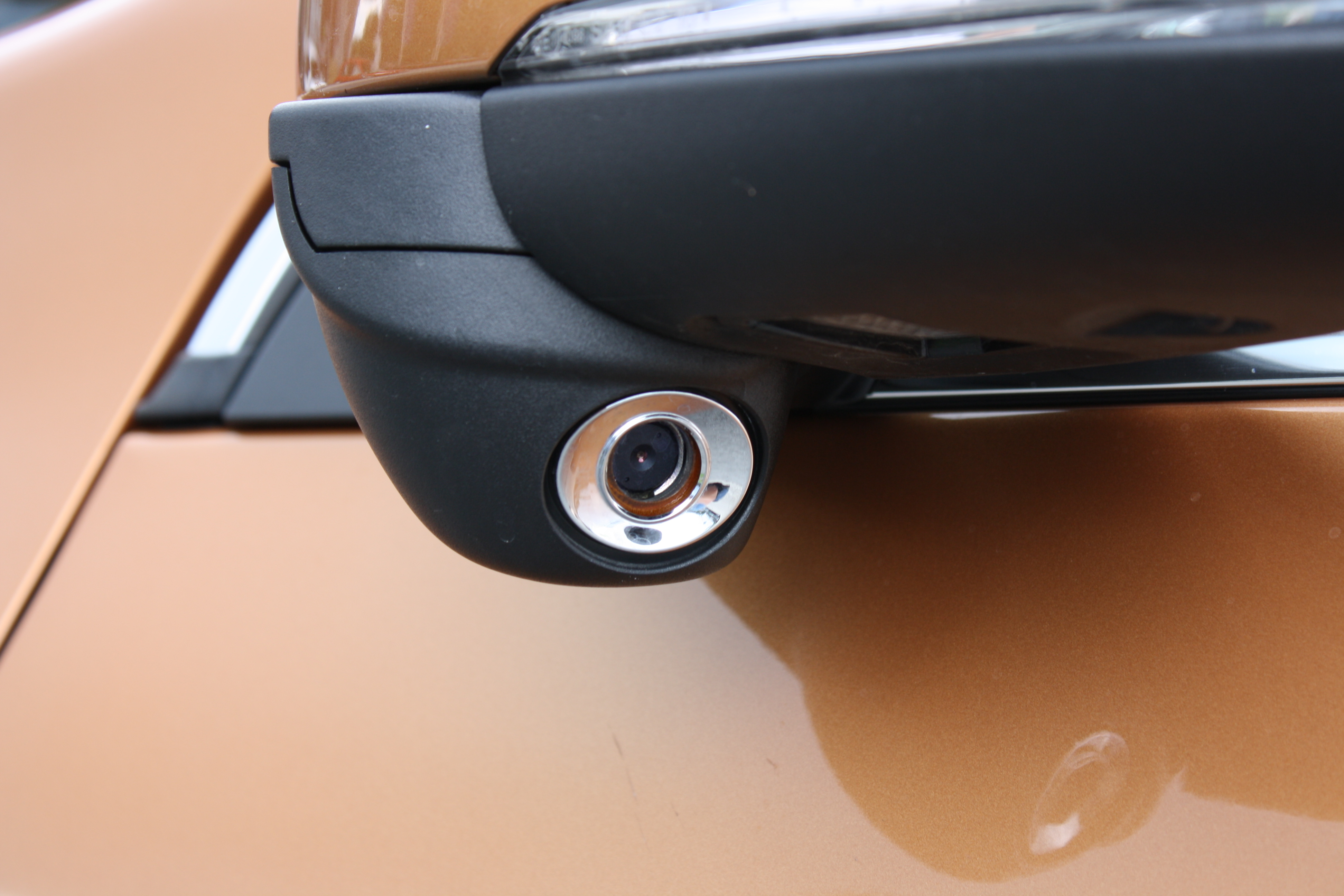
كاميرا رصد النقطة العمياء في سيارة فولفو

حساس رصد النقطة العمياء هو حساس يوضع في السيارة ليحذر السائق من السيارات الأخرى التي تسير بجانب السائق أو خلفه، وتكون هذة التحذيرات إما تحذيرات مرئية، أو سمعية، أو عن طريق الاهتزاز أو اللمس .

ويمكن استخدام حساسات رصد النقطة العمياء كجهاز للتحذير عند اقتراب السيارات من الجانبين .

## التاريخ
تمت الإشارة إلي هذا الحساس لأول مرة في رسالة جورج بلاتزر عام 1995 إلي جمعية مهندسي السيارات (SAE) . وهو صاحب براءة اختراع أول جهاز رصد، وتعاقد مع شركة فورد للسيارات لصناعة هذة الحساسات، وتم وصف هذا الجهاز بأنه حل أنيق وغير مكلف نسبيًا .
إذا تم تعديل المرايا الجانبية للسيارة بشكل صحيح، فلا يكون هناك أي نقطة عمياء.

## التطوير
في عام 2010 قامت كل من شركة نيسان فوجا وإنفينيتي أم بصناعة جهاز يتصل بالحساس يعمل على توجيه السيارة لمنعها من الاصطدام .

## وصلات خارجية
- YouTube Ford How-to video: "BLIS with Cross-Traffic Alert "
- Google patent search of "Blind spot monitoring system"
- "The danger of blind zones The area behind your vehicle can be a killing zone". Consumer Reports. Consumers Union. مارس 2012. مؤرشف من الأصل في 2019-07-08.